# Транспорт у Європейському Союзі

Область Шенгенської зони дозволяє подорожувати без прикордонного контролю між 29 європейськими країнами.

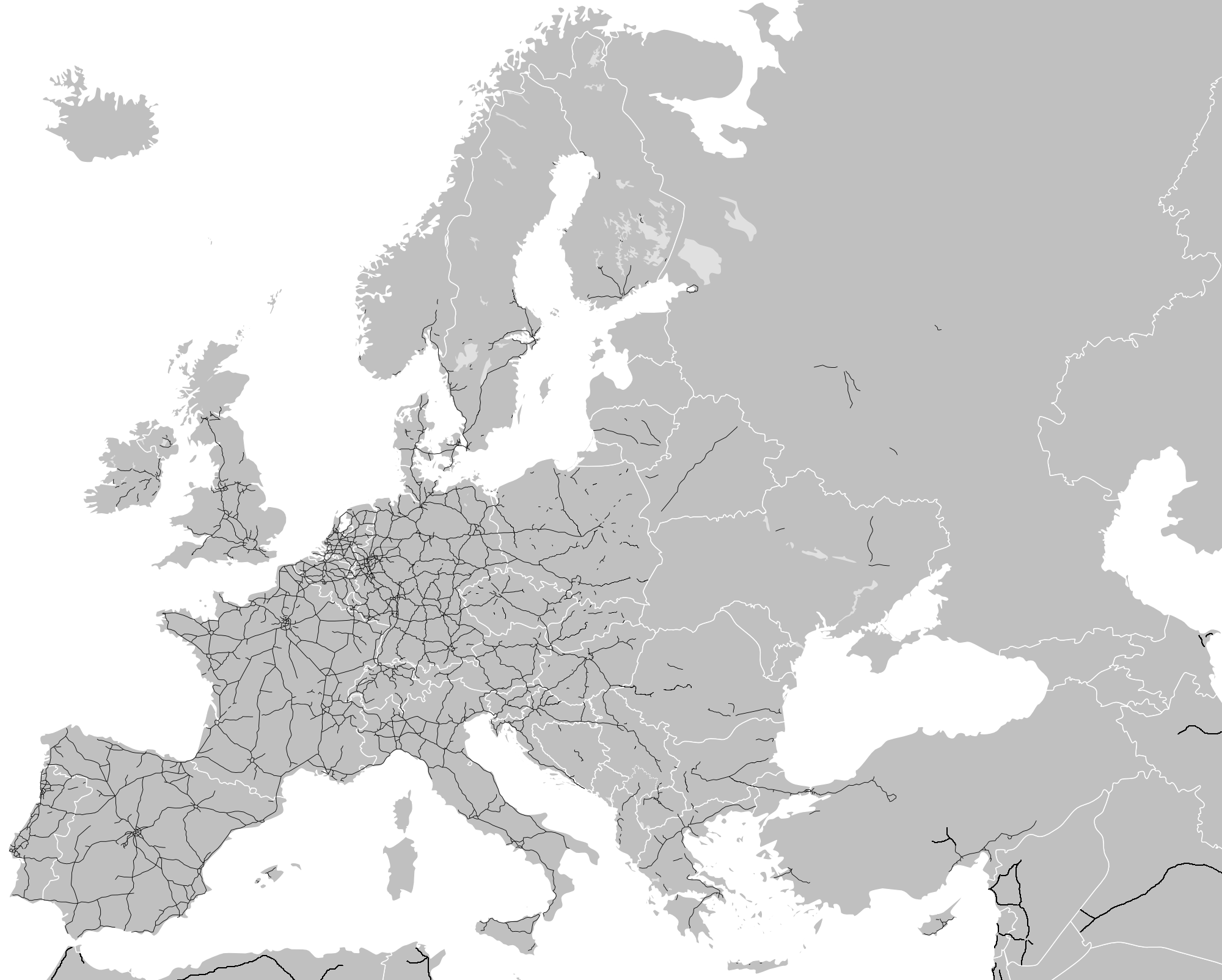
Приблизна ступінь завершення мережі автомагістралей в Європі за станом на грудень 2012

Транспорт у Європейському Союзі є спільною компетенцією Союзу та його держав-членів. Європейська комісія включає в себе комісар з питань транспорту, нині Сіім Каллас. З 2012 року, Комісія також включає в себе Генеральний директорат з мобільності і транспорту, який розвиває політику ЄС у транспортному секторі і управляє фінансуванням транс'європейських мереж і технологічного розвитку та інновацій, на суму € 850 млн щорічно протягом періоду 2000-2006 років.

## Повітряний транспорт
Європейське агентство з безпеки авіації виконує нормативні та виконавчі завдання у галузі цивільної авіаційної безпеки, таких як видача типових сертифікатів.
Комісія також прийняла на себе ініціативу з Єдиного європейського неба (англ. Single European Sky) для координації проектування, управління та регулювання повітряного простору в Європейському Союзі.
ЄС також бере участь у Євроконтролі, що координує і планує управління повітряним рухом для всієї Європи.

## Водний транспорт
Європейське Агентство Морської Безпеки (EMSA) звинувачується у зниженні ризику нещасних випадків на морі, забруднення моря із суден і втрати людських життів на морі, допомагаючи забезпечити дотримання відповідного законодавства ЄС.

## Залізничний транспорт
Європейське залізничне агентство (ERA) має мандат на створення конкурентоспроможного європейського простору залізниць, за рахунок збільшення транскордонної сумісності національних систем, а паралельно забезпечення необхідного рівня безпеки. ERA встановлює стандарти для європейських залізниць у вигляді технічних специфікацій на експлуатаційну сумісність, які застосовуються до транс-європейської залізничної мережі.
Перша директива ЄС для залізниць вимагає дозволити операції у відкритому доступі на залізничних лініях компаній, крім тих, які володіють залізничною інфраструктурою. Вона не вимагає приватизації, але вимагає поділу управління інфраструктурою та операціями. Директива призвела до реорганізації багатьох національних залізничних систем.

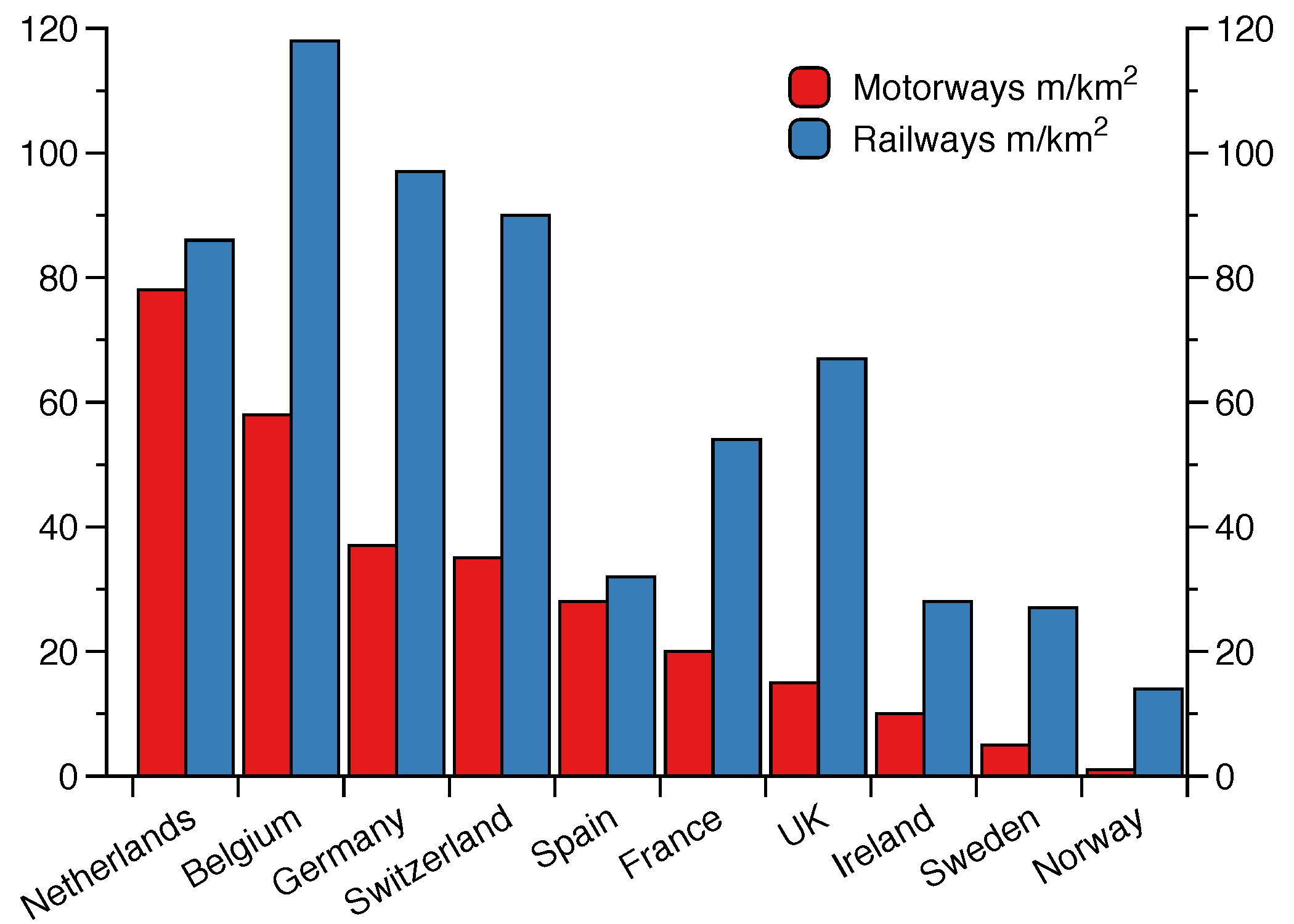
Залізничні шляхи і автомагістралі розширення на одиницю площі для деяких європейських країн

ЄС також виступили з ініціативою створення Європейської системи управління залізничним рухом (ERTMS), єдиного стандарту для управління рухом поїздів і команди систем, з метою транскордонної взаємодії та закупівлі сигнального обладнання.

## Автомобільний транспорт
Німеччина, Іспанія і Франція володіють найбільшою мережею автомобільних доріг, що перевищує 10 000 км кожний. Ця цифра більш ніж у двічі подвоюється в іншій європейській країні. Крім того, їх залізнична інфраструктура перевершує 15 000 км. Загальний обсяг інвестицій в мільйони євро досягла 6,000 мільйонів для Іспанії і майже вдвічі більше для Німеччини та Франції. З точки зору населення і територіального розширення Нідерланди і Бельгія мають краще покриття і збільшення інвестицій на квадратний кілометр.

## Космос
ЄС тепер співпрацює з Європейським космічним агентством, яке виключено стати Агентство ЄС в 2014 році. Один з їхніх проектів є супутникова навігаційна система Galileo.